# Jupiters Darling
Jupiters Darling è il tredicesimo album in studio del gruppo rock statunitense Heart, pubblicato nel 2004.

## Tracce
1. Make Me – 3:57
2. Oldest Story in the World – 3:53
3. Things – 2:45
4. The Perfect Goodbye – 3:37
5. Enough – 3:25
6. Move On – 5:00
7. I Need the Rain – 4:20
8. I Give Up – 3:50
9. Vainglorious – 3:57
10. No Other Love – 4:02
11. Led to One – 2:56
12. Down the Nile – 4:49
13. I'm Fine – 2:59
14. Fallen Ones – 3:42
15. Lost Angel – 6:56
16. Hello Moonglow – 1:56

## Formazione

### Gruppo
- Ann Wilson - voce, cori
- Nancy Wilson - voce, cori, chitarra acustica, chitarra elettrica, dulcimer, mandoloncello, mandolino, armonica, piano, arrangiamento archi
- Craig Bartock - chitarra acustica, chitarra elettrica, ebow, mellotron, marimba, cori, arrangiamento archi
- Darian Sahanaja - tastiera, stilofono
- Mike Inez - basso, tamburello basco
- Ben Smith - batteria, cardboard box

### Altri musicisti
- Ravi Jakhotia - percussioni
- Jami Sieber - violoncello
- Terry Davison - pedal steel guitar (7)
- Mike McCready - ebow (11), chitarra (12, 13)
- Jerry Cantrell - chitarra (14)